# Єнс Шпан
Єнс Шпан (нім. Jens Spahn; 16 травня 1980 року, ФРН) — німецький політик, член партії Християнсько-демократичний союз Німеччини, парламентарій від Штайнфурта і Боркена, заступник міністра фінансів (2015—2018).

## Політична кар'єра
В 2002 році у віці 22 років був обраний в Бундестаг 15-го скликання. Після цього також обирався в парламент 16 і 17 скликань.
Шпан пройшов навчання в рамках програми «Young Leader Program» неурядової організації American Council on Germany (афілійована з Радою з міжнародних відносин) й аналітичного центру Atlantik-Brücke («Атлантичний міст») для перспективних політичних та економічних керівників. У червні 2017 року був учасником конференції Більдербергського клубу, що проходила в штаті Вірджинія.
З березня 2018 — міністр охорони здоров'я Німеччини.

## Особисте життя
Католик, відкритий гомосексуал. 22 грудня 2017 року після легалізації одностатевих шлюбів в Німеччині одружився з журналістом Даніелем Функе (нім. Daniel FunkeDaniel Funke). Церемонію одруження в замку Борбек провів обербюргермайстер Ессена.